# Оджаг
Оджаг (азерб. ocaq) — хозяйственная печь для приготовления пищи в азербайджанском народном жилище. Наряду с тендиром (азерб. təndir), печью для выпечки хлеба, располагается в части площади жилой комнаты, отделённой стрельчатой аркой. Над оджагом и тендиром были расположены массивные дымовые трубы, выступавшие над плоской крышей дома в виде двух характерных небольших куполов.